# Überidentifikation
Überidentifikation (auch Überidentifizierung) ist eine als Protestform angewandte Kommunikationsstrategie und findet Anwendung in der Kunst und der Guerillakommunikation.

Der Begriff wird auch als Bezeichnung für eine übermäßige und daher potenziell schädliche Identifikation mit Personen, Arbeitsaufgaben, Organisationen oder spirituellen Ebenen benutzt. 

## Funktion und Folgen
Überidentifikation als Kommunikationsstrategie zielt auf eine Verzerrung und Demaskierung gegnerischer Selbstinszenierungen und versucht damit, den Gegner symbolisch zu entwappnen. Dabei werden symbolische Formen, Argumentations- und Denklogiken des Gegners übernommen, mit denen man sich zum Anschein identifiziert, die aber durch eine geeignete Darstellung bis ins Absurde und Lächerliche übertrieben werden. Der damit regelmäßig einhergehende Identitätsdiebstahl wird zu einem geeigneten Zeitpunkt transparent gemacht, spätestens dann, wenn das angegriffene Opfer sich zu einer öffentlichen Richtigstellung genötigt sieht. Auf diese Weise werden für Beobachter die 'eigentlichen', von der angegriffenen Person jedoch verborgenen Handlungsmotive und Einstellungen nachvollziehbar gemacht.

## Theoretische Fundierung
Theoretisch wurde die Protestform der Überidentifikation vor allem im Kontext der Kommunikationsguerilla untersucht und begrifflich geprägt. In diesem Kontext bedeutet sie, "solche Aspekte des Gewohnten offen auszusprechen, die zwar allgemein bekannt, zugleich aber auch tabuisiert sind. Sie nimmt die Logik der herrschenden Denkmuster, Werte und Normen in all ihren Konsequenzen und Implikationen gerade dort ernst, wo diese Konsequenzen nicht ausgesprochen werden (dürfen) und unter den Tisch gekehrt werden."
Theoretisch setzten sich etwa auch Judith Butler oder Slavoj Žižek" mit Überidentifikation auseinander. So schreibt Butler:
"Wo die Einheitlichkeit des Subjekts erwartet wird, wo die Verhaltenskonformität des Subjekts befohlen wird, könnte die Ablehnung des Gesetzes in  Form einer parodistischen Ausfüllung der Konformität erzeugt werden, die die Legitimität des Befehls subtil fragwürdig macht, eine Wiederholung, die das Gesetz in die Übertreibung hineinzieht, eine Neuformulierung des Gesetzes gegen die Autorität desjenigen, der es hervorbringt."

## Beispiele
Überidentifikation findet systematisch Anwendung in gewaltfreien Protestaktionen, wie sie etwa durch die Yes Men bekannt wurden (siehe als prominentes Beispiel etwa den Fall Dow Chemicals). Im deutschsprachigen Raum sind Aktionen des Zentrums für politische Schönheit (etwa die "Kindertransporthilfe des Bundes") und einige Aktionen der Gruppe monochrom zu nennen. Ein Beispiel für Überidentifikation ist auch die Solidaritätserklärung der Punkband WIZO mit dem Schauspieler Manfred Krug, der aufgrund einer Anzeige wegen Körperverletzung in Zusammenhang mit einem Verkehrsdelikt vor Gericht stand. Beispiele für künstlerischen Einsatz finden sich bei der slowenischen Band Laibach oder dem Künstler Damien Hirst.